# نور محمد كندي (كراني)
نور محمد کندي (بالفارسية: نورمحمدکندی) هي قرية تقع في إيران في قسم کراني الريفي. يقدر عدد سكانها بـ 138 نسمة بحسب إحصاء 2016.